# Petzen (Tätigkeit)

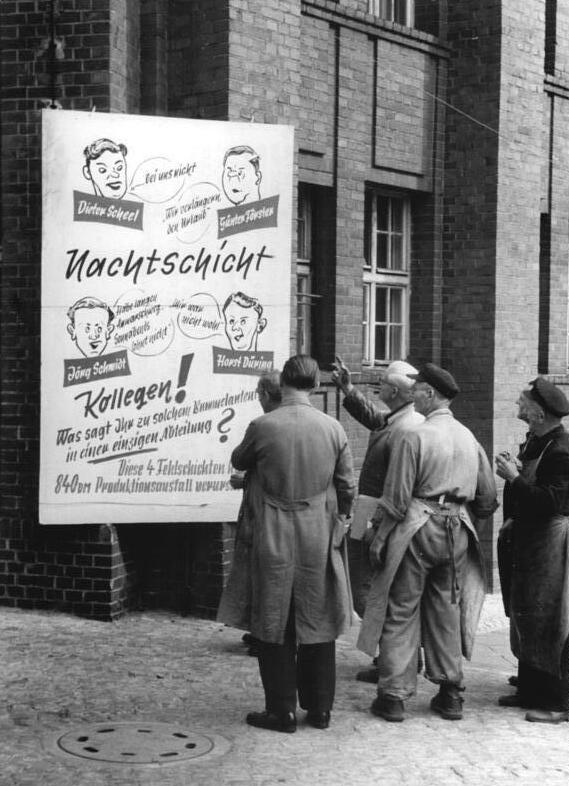
Anschwärzen von Bummelanten in einem Betrieb der DDR (1956)

Petzen ist ein negativ konnotiertes vor allem in der Kinder- und Schülersprache gebräuchliches Wort für „verraten“ oder „ausplaudern“, gelegentlich auch „zutragen“, „preisgeben“, umgangssprachlich auch „auspacken“.
In der Schülersprache wird damit das Melden unerwünschten Verhaltens an eine Autoritätsperson, etwa einen Lehrer oder die Eltern bezeichnet. „Petze“ (seltener Petzer zu einer „männlichen Petze“) als Ausdruck für jemanden, der petzt, ist ein gebräuchliches (meist situativ angewandtes) Schimpfwort.
Das Wort ist in dieser Bedeutung bereits vor dem 18. Jahrhundert nachweisbar. Die Wortherkunft ist umstritten und wird teilweise auf Niederdeutsch inpetzen mit Ursprung im mittellateinischen impetere zurückgeführt, andere sehen die Herkunft in der Studentensprache, auch ein Ursprung aus der Gaunersprache zu hebräisch pạzạ̈ wird nicht ausgeschlossen.
Das Verraten – vermeintlicher – „Verfehlungen“ wird auch als „Verpfeifen“ oder „Anschwärzen“ bezeichnet. Johann August Eberhard formulierte in seinem Synonymischen Handwörterbuch der deutschen Sprache 1910:

„Das Verleumden und Verunglimpfen ist ein Anschwärzen, wenn es um des eigenen Nutzens und Vergnügens willen und aus gehässiger Gesinnung in der Absicht geschieht, gegen jemand bei gewissen Personen Verdacht und Mißtrauen zu erwecken.“